# Erzbistum Catanzaro-Squillace
Das Erzbistum Catanzaro-Squillace (lateinisch Archidioecesis Catacensis-Squillacensis, italienisch Arcidiocesi di Catanzaro-Squillace) ist eine in Italien gelegene Erzdiözese der römisch-katholischen Kirche mit Sitz in Catanzaro.

## Geschichte
Das Erzbistum entstand durch die am 30. September 1986 von Papst Johannes Paul II. verfügte Vereinigung des zuvor eigenständigen, im 4. Jahrhundert gegründeten Bistums Squillace mit dem Erzbistum Catanzaro, das 1121 als Bistum Catanzaro gegründet und am 5. Juni 1927 durch Papst Pius XI. zum Erzbistum ohne Metropolitansitz erhoben worden war. Am 30. Januar 2001 erhob es Johannes Paul II. mit der Apostolischen Konstitution Maiori Christifidelium zum Metropolitanerzbistum und ordnete diesem das Erzbistum Crotone-Santa Severina und das Bistum Lamezia Terme als Suffragandiözesen zu.

## Einzelnachweise

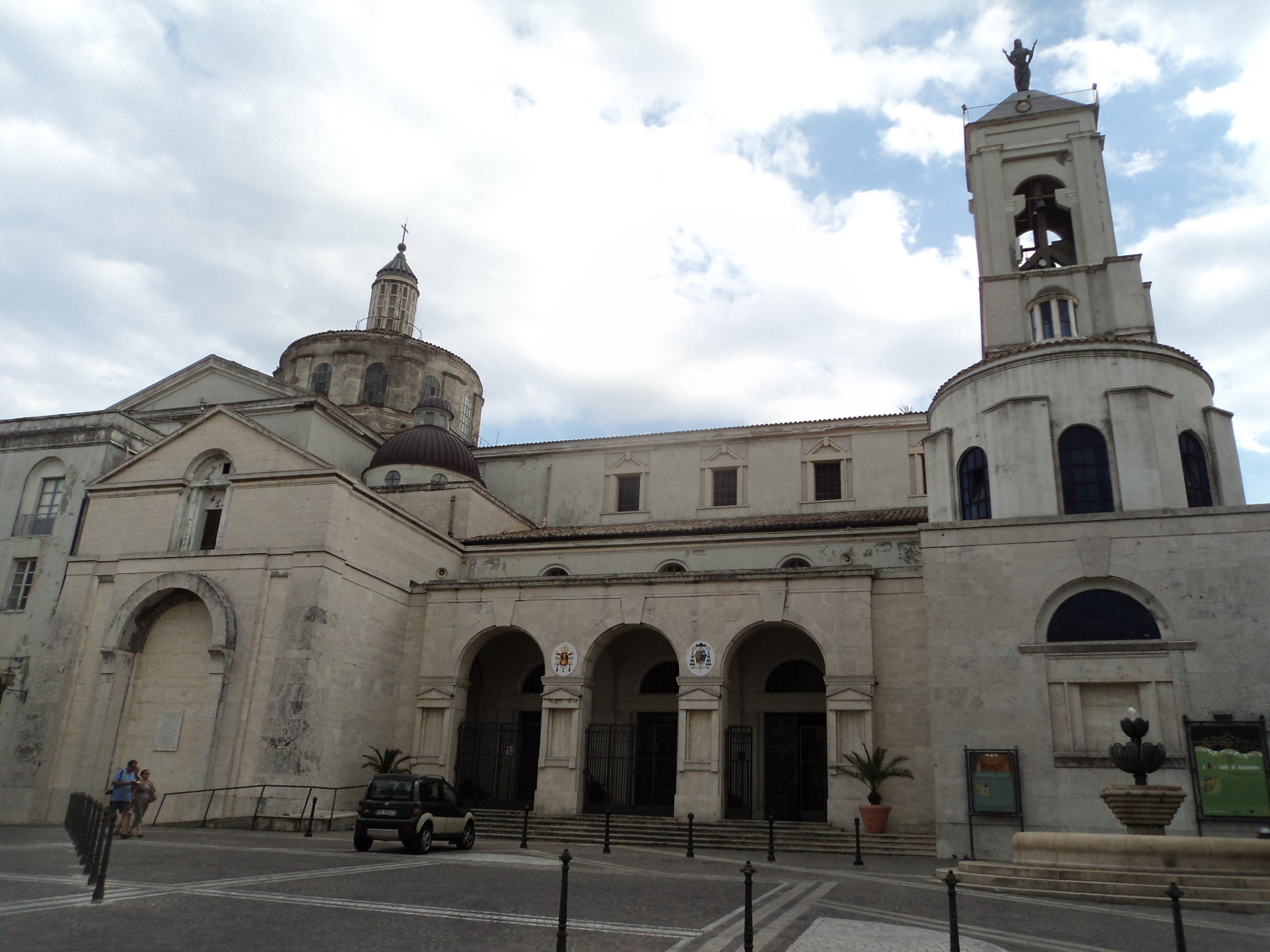
Kathedrale Catanzaro

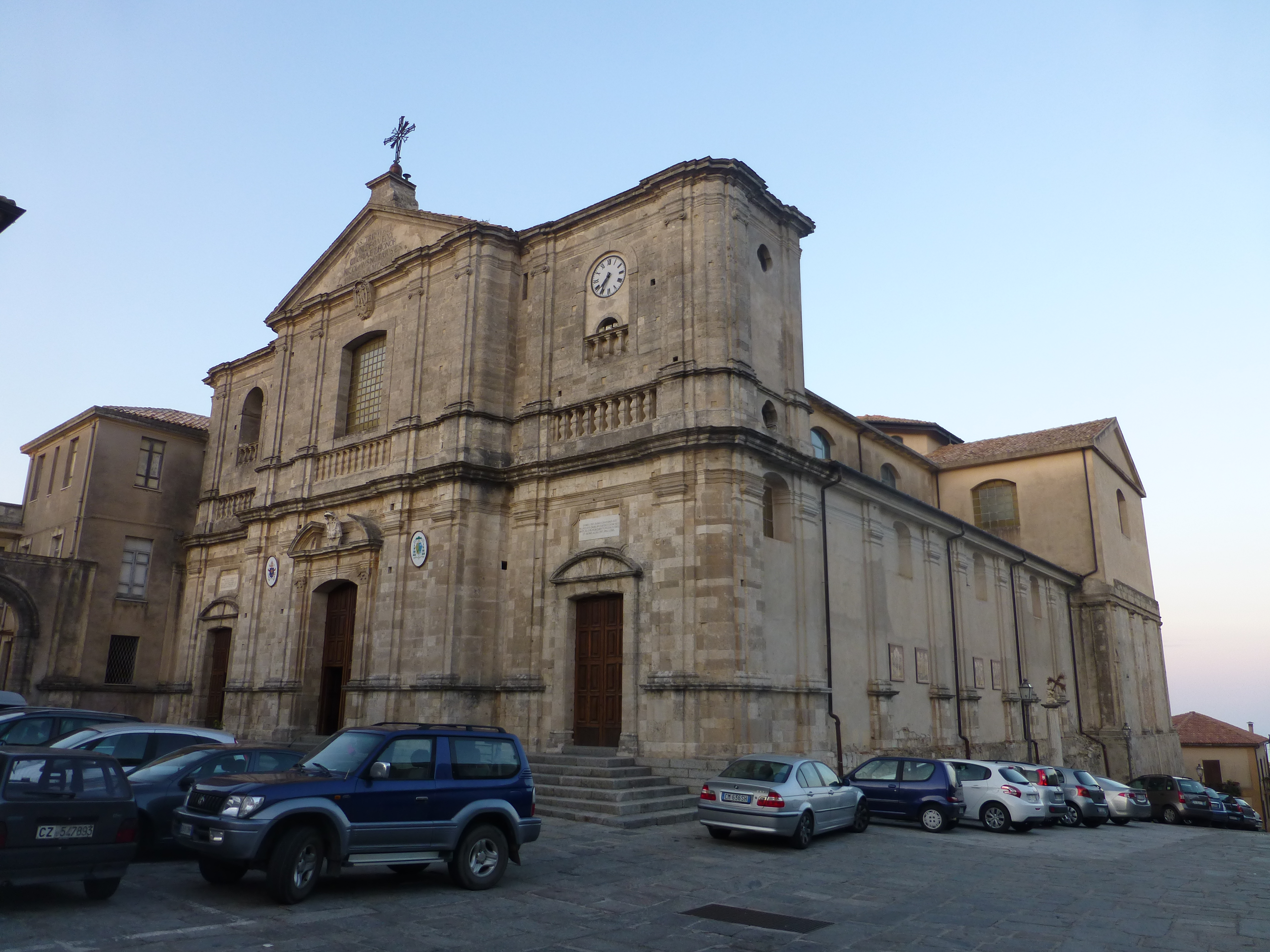
Konkathedrale Squillace